# Lőkösháza
Lőkösháza is een plaats (község) en gemeente in het Hongaarse comitaat Békés.
De plaats telt 2044 inwoners (2001).
Lőkösháza is bekend als het laatste Hongaarse spoorwegstation voor de grensovergang met Roemenië. Hier vinden de Hongaarse grensformaliteiten bij de treinen plaats. Aan de Roemeense zijde is het grensstation Curtici.